# لابلم
لابلم (به فرانسوی: Labalme) یک کمون در فرانسه است که در ان (اوورنی-رون-آلپ) واقع شده‌است. لابلم ۸٫۸ کیلومتر مربع مساحت دارد ۶۰۰ متر بالاتر از سطح دریا واقع شده‌است.